# Jakub Tomanica
Jakub Tomanica (17 januari 1990) is een Slowaaks voetballer (middenvelder) die sinds 2011 voor de Tsjechische eersteklasser FC Baník Ostrava uitkomt. Voordien speelde hij in zijn geboorteland voor MŠK Žilina, waar hij niet verder raakte dan het B-elftal.